# テモゾロミド
テモゾロミド（英語: Temozolomide、略称:TMZ）は、経口投与可能な抗がん剤である。商品名テモダール。アルキル化剤に属し、初発・再発の星状細胞腫（膠芽腫など）の悪性度の高い脳腫瘍の治療に用いられるほか、海外では悪性黒色腫の治療にも用いられる。
また承認外用法として乏突起神経膠腫の治療に、旧来の妊孕性の低いPCV化学療法レジメン（プロカルバジン、ロムスチン、ビンクリスチン）の代わりに用いられている国もある。
テモゾロミドはダカルバジンの次世代の医薬品として開発されたイミダゾテトラジン骨格を有するプロドラッグである。アメリカでは1999年8月に、日本では2006年7月に承認された。
テモゾロミドの治療効果は、DNA（特にグアニン残基のN-7位、O-6位）のアルキル化/メチル化による。DNAのメチル化は腫瘍細胞の死を誘導する。しかし、一部の腫瘍細胞はMGMT遺伝子にコードされるO6-アルキルグアニンDNAアルキルトランスフェラーゼ（AGT）を発現してこのDNA損傷を修復し、治療効果の減弱をもたらす。一部の腫瘍では、このMGMT遺伝子はエピジェネティクにサイレンシングされ、テモゾロミドに非耐性となる。逆に、脳腫瘍内にAGT蛋白質が発現していると、テモゾロミド耐性であるといえ、投与の効果はほとんど期待できない。

## 適応
日本
悪性神経膠腫
再発または難治性のユーイング肉腫（2019年1月公知申請により承認）
米国
ニトロソウレア・プロカルバジン耐性未分化星状細胞腫
初発多形性神経膠芽腫
悪性プロラクチン産生腫瘍
欧州
多形神経膠芽腫
再発・進行性未分化星状細胞腫

## 薬理

### 構造および作用機序
テモゾロミド（TMZ）は前述のようにダカルバジンの誘導体であり、イミダゾテトラジン骨格を有する。体内に吸収され循環系に入ると生理的pH下で速やかに分解し、活性物質3-メチル-（トリアゼン-1-イル）イミダゾール-4-カルボキサミド（MTIC）となる。テモゾロミドはDNAの複製を阻害することでスケジュール依存（schedule-dependent）の抗腫瘍活性を示す。テモゾロミドは再発神経膠腫に対する活性を示す。最近の無作為化比較臨床試験により、多形性膠芽腫に対してテモゾロミド併用放射線療法が無増悪生存期間を12.1か月から14.6か月へと有意に延長し、全生存期間も延長することが示された。
テモゾロミドの治療効果は、DNAをアルキル化／メチル化するその能力に依存するが、このメチル化はグアニン残基のN-7位またはO-6位で起こることが多い。しかしながら、一部の腫瘍細胞は、O-6-メチルグアニン-DNAメチルトランスフェラーゼ（MGMT）遺伝子によってヒトにコードされるタンパク質O-6-アルキルグアニンDNAアルキルトランスフェラーゼ（AGT）を発現することにより、 この種のDNA損傷を修復することができ、テモゾロミドの治療効果を低下させる 。腫瘍によっては、MGMT遺伝子のエピジェネティックサイレンシングによってこの酵素の合成が阻害され、その結果、そのような腫瘍はテモゾロミドによる殺傷に対してより感受性が高くなる.。逆に、脳腫瘍におけるAGTタンパク質の存在はテモゾロミドに対する反応性の低さを予測し、これらの患者はテモゾロミドによる化学療法からほとんど利益を得られないとの報告もある。

### 副作用
血液学的副作用以外で最も頻度が高い副作用は嘔気・嘔吐であり、自己管理または標準的な制吐薬で管理できる。これらの副作用は概ね軽度から中等度（grade 1～2）であり、重篤な嘔気・嘔吐はそれぞれ約4%である。重篤な嘔吐を経験した患者またはそれが予想される患者には予め制吐剤を投与する。テモゾロミドはアルカリに弱いため、酸性状態が確保できる空腹時投与（少なくとも食事の1時間以上前）が望ましい（カプセルを開けたり噛んだりせずに、水で飲み下すこと）。制吐療法は服用前または後に実施する。テモゾロミドはそれ自身またはダカルバジンの過敏症の既往を持つ患者には禁忌である。重篤な骨髄抑制のある患者への使用は推奨されない。
テモゾロミドには生殖毒性、催奇形性、胎児毒性があるので、妊婦に使用してはならない。また乳汁中に分泌されるため、服用中は授乳してはならない。妊孕性温存処置をせずにテモゾロミドを服用した女性はその後の妊娠率が下がるという研究があるが、対象患者数が少なかったために女性不妊症の発現を検証できなかった。男性患者の場合も、テモゾロミドは遺伝毒性を持つ。服用中または服用終了後6か月間は、父親になることは薦められない。テモゾロミドにより不可逆の男性不妊症を発症する可能性があるため、治療前に精液の低温保存をすることが推奨される。
極稀にテモゾロミドは呼吸器障害を起こす。

## 製剤
テモゾロミド製剤は日本においては20mgと100mgのカプセル剤と点滴静注用100mgの製剤が販売されている。
米国では5mg、20mg、100mg、140mg、180mg、250mgのカプセルと点滴静注用製剤がある。
近年固形製剤が実用化された。
英国内ではジェネリック医薬品が入手できる。

## 現在の研究状況
テモゾロミドと他の医薬品との組み合わせによる抗癌作用増強の研究が、実験室研究や臨床試験で実施されている。一例として、クロロキンを併用することで神経膠腫への効果増強が見られている。実験室レベルでは、テモゾロミドが緑茶の成分である没食子酸エピガロカテキン（EGCG）共存下で脳腫瘍細胞に対する殺細胞効果を増強することが報告されたが、脳腫瘍患者ではその有効性を確認できなかった。さらに最近では、新しい酸素拡散増強剤（英: oxygen diffusion-enhancing compound）であるクロセチンナトリウム（TSC）を併用したテモゾロミド-放射線併用療法の前臨床試験が実施され、臨床研究が進行中である。
MGMT遺伝子を発現した腫瘍細胞がテモゾロミド耐性を示す事から、AGT阻害薬O6-ベンジルグアニン（英語版）（O6-BG）が抵抗性を抑制し、薬物の治療有効性を改善する可能性について研究された。その結果、in vitroおよび動物実験in vivoでO6-BG存在下で腫瘍細胞に対してテモゾロミドが著効したが、第II相臨床試験の結果は一様ではなかった。テモゾロミド耐性異型性グリオーマに対しては有効性が確認できたものの、テモゾロミド耐性多形性膠芽腫に対しては感受性の回復が見られなかった。
造血幹細胞にMGMTを高発現させて患者に移植した例もある。この時患者に通常以上のテモゾロミドを投与しても、患者の血液細胞は減少しなかった。
高グレードの神経膠腫に高用量のテモゾロミドを使用しても毒性は低かったが、有効性は通常用量の場合と同等であった。
テモゾロミドと他の薬剤との併用が治療成績を改善するかどうかが検討されてきたが、テモゾロミド分子そのものを変化させることでその活性を高めることができるかどうかの研究も始まっている。そのようなアプローチのひとつが、脳腫瘍患者において治療活性が実証されている天然化合物であるペリリルアルコール を、テモゾロミド分子に永久的に融合させるというものである。その結果、NEO212またはTMZ-POHと呼ばれる新規化合物が生まれ、2つの親分子であるテモゾロミドとペリリルアルコールのいずれよりも有意に高い抗がん活性を示した。2016年現在、NEO212はヒトでは試験されていないが、神経膠腫、メラノーマ、トリプルネガティブ乳がんの脳転移の動物モデルにおいて優れたがん治療活性を示している

## 注
テモゾロミドが再発性中枢神経系リンパ腫に奏効するとの報告がある。